# Fritz Szepan
Fritz Szepan, född 2 september 1907, död 14 december 1974, var en tysk fotbollsspelare (offensiv mittfältare) som spelade 34 landskamper för Tysklands landslag mellan 1929 och 1939. 
En av Schalke 04:s största spelare genom tiderna då han var nyckelspelare i Schalkes storlag under 1930-talet. Szepan var även landslagskapten och var med när Tyskland spelade sitt första VM-slutspel 1934 och då tog brons.

## Meriter
- VM i fotboll: 1934
  - Brons 1934